# Biondia microcentra
Biondia microcentra är en oleanderväxtart som först beskrevs av Ying Tsiang, och fick sitt nu gällande namn av Ping Tao Li. Biondia microcentra ingår i släktet Biondia och familjen oleanderväxter. Inga underarter finns listade i Catalogue of Life.